# Eurojunior
Eurojunior fue un talent show similar a Operación Triunfo para niños de entre 9 a 14 años. Se emitió en La 1 con el objetivo de elegir al cantante o banda que representaría a España en el Festival de Eurovisión Junior entre un grupo de jóvenes. Fue producido por la compañía Gestmusic Endemol en las dos primeras ediciones (2003 y 2004) y las dos siguientes (2005 y 2006) por RTVE en colaboración con la productora andaluza Grupo ZZJ.

## Equipo
Director:
- Aintzane Oiarbide (2003)
- Ainhoa Casado y Noemí Galera (2004)

Productores:
- Toni Cruz
- Josep Maria Mainat

Presentadores de las galas:
- Carlos Lozano (2003, 2004 y 2006)
- Jorge Fernández (2005)

## Ganadores de Eurojunior en el Festival
| Año  | País   | Cantante       | Canción                     | Puesto | Puntos |
| ---- | ------ | -------------- | --------------------------- | ------ | ------ |
| 2003 | España | Sergio García  | "Desde el cielo"            | 2      | 125    |
| 2004 | España | María Isabel   | "Antes muerta que sencilla" | 1      | 171    |
| 2005 | España | Antonio José   | "Te traigo flores"          | 2      | 146    |
| 2006 | España | Dani Fernández | "Te doy mi voz"             | 4      | 90     |

## Eurojunior 2003
El 8 de septiembre de 2003 nacía Eurojunior, un programa producido por Gestmusic para TVE, siguiendo la estructura de Operación Triunfo, pero en versión Júnior, dirigido por Aintzane Oiarbide y presentado por Carlos Lozano. En él, 13 niños seleccionados entre 3000 candidatos demostraron sus dotes artísticas y de composición para poder representar a España el 15 de noviembre de 2003 en Copenhague, en el primer Festival Júnior de Eurovisión.
Eurojunior se emitió los días 8, 15 y 22 de septiembre en el prime time de La Primera y constó de dos etapas:
La primera etapa mostraba resúmenes de unas jornadas de trabajo de 6 días con 42 niños para seleccionar a los 13 que finalmente participaron en el casting. Para esta preparación se habilitaron 5 espacios en boxes, una sala de canto y un estudio para ir probando voces, además de tener la oportunidad de practicar coreografías y divertirse en la sala de ocio. Este trabajo lo realizaron 6 productores musicales (Carlos Quintero, Mar de Pablo, Alejandro Abad, Josep Llobell, Álex Soler y Octavi), músicos, un coreógrafo (Poty), un monitor de tiempo libre, un pedagogo, una psicóloga, el equipo técnico y de producción y la dirección del programa. En esta primera etapa, los niños empezaron a hacer sus pinitos en composición, ya que ellos tenían que ser los autores de los temas que fueran a Eurovisión.
La segunda parte del programa la formaron dos galas en directo desde el Auditorio de Cornellà donde actuaron los 13 niños finalistas en sus respectivas formaciones, ya que no fueron todos solistas sino que formaron conjuntos musicales. En las galas, los telespectadores votaron por teléfono para seleccionar al niño o al grupo de niños que debía representar a España en el Festival Júnior de Eurovisión. En la primera de las galas, se presentó el disco conjunto que grabaron esa semana con la ayuda de profesores y especialistas. Cada formación o solista grabó dos canciones en este disco, las mismas que fueron candidatas a representar a España en el Festival.

### Concursantes
| Concursantes                    | Concursantes                            | Lugar de procedencia |
| ------------------------------- | --------------------------------------- | -------------------- |
| Alberto Jiménez Catalán         | Paterna (Valencia)                      |                      |
| Blanca Liquete Marcos           | El Astillero (Cantabria)                |                      |
| Claudia Steccato Helbig         | San Fausto de Campcentellas (Barcelona) |                      |
| Diego Domínguez Llort           | Zaragoza                                |                      |
| Irune Aguirre Tens              | Musques (Vizcaya)                       |                      |
| Jonathan Campos Ruíz            | Alicante                                |                      |
| Juana María Moreno Cruz (Juani) | Baeza (Jaén)                            |                      |
| María Jesús López Valderrama    | Almería                                 |                      |
| María José Romero Espinola      | Alanís (Sevilla)                        |                      |
| Sara Moya Olivares              | Valverde del Camino (Huelva)            |                      |
| Sarah Ramos Baeza               | El Altet (Alicante)                     |                      |
| Sergio Jesús García Gil         | Sanlúcar de Barrameda (Cádiz)           |                      |
| Úrsula Amores Ruíz              | Los Barrios (Cádiz)                     |                      |

#### Galas
Los concursantes compitieron en forma de solistas, dúos, grupos, defendiendo dos canciones cada uno, para así elegir al candidato y canción que representara a España en el festival. La canción en negrita es la finalista:
| Nombre | Grupo/Solista | Canciones                                |
| Sergio Jesús García Gil | Solista       | "Dueños del amor" y "Desde el cielo"     |
| María Jesús López Valderrama e Irune Aguirre Tens                                                                            | Dúo           | "Corazón boom boom" y "Mueve el ombligo" |
| Diego Domínguez Llort | Solista       | "Sinvergüenza" y "Chachi piruli"         |
| Sara Moya Olivares, Jonathan Campos Ruíz, Juana María Moreno Cruz (Juani), Claudia Steccato Helbig y Alberto Jiménez Catalán | Grupo         | "Muévelo" y "Ven, ven, ven"              |
| Blanca Liquete Marcos | Solista       | "Amistad" y "Un nuevo amanecer"          |
| Sarah Ramos Baeza, Úrsula Amores Ruíz y María José Romero Espinola                                                           | Trío          | "Niño malo" y "Navegando en internet"    |

Sergio Jesús García fue elegido representante de España en Festival de la Canción de Eurovisión Junior 2003 con la canción "Desde el Cielo", logrando el segundo puesto.

### Tras el programa
- Irune Aguirre Tens y María Jesús López Valderrama formaron el dúo Las terremotos. Y al año siguiente, decidieron unirse al grupo 3+2.
- Blanca Liquete Marcos, Diego Domínguez Llort, Irune Aguirre Tens, María Jesús López Valderrama y Sergio Jesús García Gil formaron el grupo 3+2, obteniendo un gran éxito y logrando publicar cuatro trabajos discográficos, y realizar varias giras. En 2007, Blanca Liquete Marcos decidió abandonar el grupo 3+2 para seguir cantando individualmente. La sustituyó a Úrsula Amores Ruíz.
- María José Romero Espinola, Sarah Ramos Baeza y Úrsula Amores Ruíz formaron el grupo Trébol, con el que publicaron un solo trabajo.
- Alberto Jiménez Catalán, Claudia Steccato Helbig, Jonathan Campos Ruíz, Juana Maria Moreno Cruz (Juani) y Sara Moya Olivares formaron el grupo Los Teens, con el que publicaron un solo trabajo.
- Diego Domínguez Llort y María Jesús López Valderrama formaron tras la disolución de 3+2, el dúo Juego de Dos, con el que publicaron un solo trabajo.
- Sarah Ramos Baeza participó como concursante de El Número Uno Exprés de Antena 3.
- El 4 de febrero de 2019, Claudia Steccato Helbig forma el grupo Gavana junto con Eva Zotes y Paula Domínguez. Y ambas, se presentan a la sexta edición de La Voz, quedando en el equipo de Luis Fonsi.
- El 7 de octubre de 2022, María Jesús López Valderrama se presenta a la novena edición de La Voz, quedando eliminada en las audiciones a ciegas.

### Curiosidades
- Diego Domínguez Llort continúa su carrera como actor participando en distintas series como El secreto de Puente Viejo y Física o Química. Participó en Violetta, serie de Disney Channel.
- Juana María Moreno Cruz (Juani) participó como corista de Sergio Jesús García Gil en el Festival de la Canción de Eurovisión Junior 2003.
- Blanca Liquete Marcos dio el salto a la política como concejala del PP por su pueblo natal El Astillero (Cantabria).

## Eurojunior 2004
La segunda edición de Eurojunior llegó en el otoño de 2004, siguiendo la misma mecánica que la primera edición, y contando con el mismo equipo.

### Concursantes
| Concursantes                    | Concursantes                 | Lugar de procedencia |
| ------------------------------- | ---------------------------- | -------------------- |
| Alba Gil Santana                | Jerez de la Frontera (Cádiz) |                      |
| Anabel Rodríguez Santana        | Las Palmas de Gran Canaria   |                      |
| Blas Cantó Moreno               | Ricote (Murcia)              |                      |
| Carolina Armario Panal          | Bornos (Cádiz)               |                      |
| Gloria Avril                    | Murcia                       |                      |
| José María                      | Barcelona                    |                      |
| Laura Mezzo                     | Cádiz                        |                      |
| Lucía Estella Escobar           | Zaragoza                     |                      |
| Lydia Fairén Rulduá             | Barcelona                    |                      |
| María Isabel López              | Ayamonte (Huelva)            |                      |
| Miguel Ángel                    | Albacete                     |                      |
| Mirela Cabero García            | Aranjuez (Madrid)            |                      |
| Nicolo Urbinati Munarriz (Nico) | Madrid                       |                      |
| Rocío                           | Granada                      |                      |
| Rocío Cabrera Torregrosa        | Benisa (Alicante)            |                      |
| Sara Moritan Moran              | Cangas de Onís (Asturias)    |                      |

#### Galas
Los concursantes compitieron en forma de solistas, dúos, grupos, defendiendo dos canciones cada uno, para así elegir al candidato y canción que representara a España en el festival. La canción en negrita es la finalista:
| Nombre                                                                  | Grupo/Solista | Canciones                                         |
| María Isabel López                                                      | Solista       | "Mira niño" y "Antes muerta que sencilla"         |
| Carolina Armario Panal y Alba Gil Santana                               | Dúo           | "Que calor" y "Loca loca"                         |
| Gloria Avril, Rocío y Laura                                             | Trío          | "Toda la noche en la calle"                       |
| Blas Cantó Moreno                                                       | Solista       | "Cantaré" y "Sentir"                              |
| Miguel Ángel                                                            | Solista       | "Cuídate"                                         |
| José María                                                              | Solista       | "Héroe"                                           |
| Lucía Estella Escobar y Lydia Fairén Rulduá                             | Dúo           | "Un poco tú, un poco yo" y "Música en el corazón" |
| Mirela Cabero García                                                    | Solista       | "Sí o no" y "Conocí el amor"                      |
| Rocío Cabrera Torregrosa, Anabel Rodríguez Santana y Sara Moritan Moran | Trío          | "Ponte las pilas" y "Eres un bombón"              |
| Nicolo Urbinati Munarriz (Nico)                                         | Solista       | "Te propongo" y "Yo soy un bambino"               |

María Isabel López fue elegida representante de España en Festival de la Canción de Eurovisión Junior 2004 con la canción "Antes muerta que sencilla", logrando ganar.

### Tras el programa
- María Isabel López consiguió una carrera discográfica con Valemusic-Universal, publicando cuatro álbumes de estudio, No me toques las palmas que me conozco (2004), María Isabel Número 2 (2005), Capricornio (2006) y Ángeles S.A. (2007). Como actriz, fue protagonista de la película Ángeles S.A. (2007), número uno en taquilla nacional. Al año siguiente, participa en Cambio de Clase (2008), serie original de Disney Channel. Seguidamente, presenta durante cuatro temporadas el espacio infantil Los Lunnis de TVE (2009-2012) otorgando voz a la banda sonora del programa. En 2015, publica su quinto álbum "Yo Decido" acompañado del anuncio de TVE como una de los 6 artistas aspirantes a representar a España en Eurovisión 2016 con la canción "La Vida Solo es Una" participando en la gala Objetivo Eurovisión, en el que fue finalista. Entre 2020 y 2021 participó en la octava edición de Tu cara me suena, lanzando simultáneamente varios singles, entre los que destacan "Tu Mirada" (2019), "Flamenkita" (2019) y "Esa Carita" (2020). Después de una pausa en su carrera por asuntos personales, regresa en 2025 con el single "Ansiedad" y una gira celebrando el 20 aniversario de su primer álbum.
- Nicolo Urbinati Munarriz (Nico) publicó un solo trabajo discográfico con Sony Music España titulado "Yo Soy Así"  en 2005. Continuó participando en diferentes espacios musicales y secciones infantiles de TVE, y también participó en el programa Correcaminos del canal temático de TVE Clan. En 2007-2008 grabó diferentes cortos, iniciándose como actor. En 2008 formó un grupo musical, el cual publicó un trabajo independiente de estilo rock. En 2017 se presentó a la quinta temporada de La Voz en Telecinco, formando parte del equipo de Pablo López.
- Mirela Cabero García continuó participando en varios concursos musicales para lograr así una carrera discográfica, en 2006 participó como concursante en el programa Gente de Primera de TVE, donde obtuvo la segunda posición, tras esto Mirela se presentó a la convocatorias que TVE, emitía para elegir al representante de España en el Festival de la Canción de Eurovisión, ( Misión Eurovision (2007), Salvemos Eurovision (2008) y Eurovision: El Retorno (2009) ), llegando a ser finalista en las tres ocasiones, en el 2012, participa como concursante en el programa de la primera temporada de La Voz de Telecinco, formando parte del equipo de Melendi. Actualmente continua con su carrera como cantante dentro del mundo de los Musicales. El 12 de enero de 2017, TVE anuncia que ella, es una de los 6 artistas aspirantes para representar a España en Eurovisión 2017 con la canción "Contigo"  participando en la gala Objetivo Eurovisión.
- Blas Cantó Moreno continuó su carrera en solitario, intentando representar a España en Festival de la Canción de Eurovisión (2010), pero no logró clasificarse para la final, en el verano de 2009 se presentó junto al grupo Auryn a Destino Eurovisión 2011, aunque el grupo no logró ir al festival. Desde esa fecha empezaron una carrera musical de éxito y actualmente es la boyband española que mayor éxito ha cosechado en la historia. El 3 de marzo del 2017, ganó la quinta temporada de Tu cara me suena imitando a Marc Anthony con el tema "Y Quién Es Él" de José Luis Perales. En el 2020 es elegido internamente por TVE como el representante Español para Eurovisión 2020 con el tema "Universo", tras la cancelación del evento por la Pandemia de COVID19, TVE Mantuvo su candidatura y representará a España en Eurovisión 2021 con "Voy a Quedarme".
- Rocío Cabrera Torregrosa formó junto a Sonia Gómez y Alba Reig la girlband española Sweet California en 2013, con la que consiguieron un gran éxito, sobre todo entre el público joven. En 2016, anunció que se separa del grupo. En 2017, anunció su retiro de la música.
- Lydia Fairén Rulduá se presentó a la cuarta temporada de La Voz en Telecinco para relanzar su carrera musical, pero no pasó de las audiciones a ciegas.
- Alba Gil Santana se presentó a la quinta temporada de La Voz en Telecinco, formando parte del equipo de Manuel Carrasco, y del cual resulta ganadora de la edición, logrando así firmar contrato con Universal Music Spain

### Curiosidades
- Alba Gil Santana, Anabel Rodríguez Santana, Carolina Armario Pascual y Sara Moritan Moran participaron como bailarinas de María Isabel López en el Festival de la Canción de Eurovisión Junior 2004.
- Lydia Fairén Rulduá trabajó como bailarina y cantante principal de Batuka Junior.

## Eurojunior 2005
La tercera edición de Eurojunior llegó en el otoño de 2005, y a diferencia de las otras ediciones contó con tres galas, y siguiendo el formato de Gente de Primera, otro concurso musical de TVE, en el que un artista consagrado apadrina a una nueva promesa. El programa fue presentado por Jorge Fernández.

### Concursantes
| Concursantes                     | Concursantes                      | Lugar de procedencia |
| -------------------------------- | --------------------------------- | -------------------- |
| Alba Mercado                     | Cuevas de San Marcos (Málaga)     |                      |
| Alba Villanueva Marta Villanueva | Málaga                            |                      |
| Antonio José                     | Palma del Río (Córdoba)           |                      |
| Carla Galiot                     | Navás (Barcelona)                 |                      |
| Germán Tazirga                   | Las Palmas de Gran Canaria        |                      |
| Juan Carlos Arauzo               | La Línea de la Concepción (Cádiz) |                      |
| Sergio Oliva                     | Málaga                            |                      |
| Verónica Robledano               | Zaragoza                          |                      |

#### Galas
Los concursantes compitieron en forma de solistas, dúos, grupos, defendiendo dos canciones cada uno, para así elegir al candidato y canción que representara a España en el festival. La canción en negrita es la finalista:
| Nombre                             | Canciones          |
| Antonio José                       | "Te traigo flores" |
| Alba Mercado                       | "Tela"             |
| Alba Villanueva y Marta Villanueva | "Bicho raro"       |
| Carla Galiot                       | "Mil historias"    |
| Sergio Oliva                       | "1 a 0"            |
| Juan Carlos Arauzo                 | "De sol a sol"     |
| Verónica Robledano                 | "Desgarradora"     |
| German y Tazirga                   | "Junto a ti"       |

 Antonio José  fue elegido representante de España en Festival de la Canción de Eurovisión Junior 2005 con la canción "Te Traigo Flores", logrando el segundo puesto.

### Tras el programa
- Antonio José Sánchez, tras su participación en Eurojunior, emprendió una carrera discográfica, publicando en 2005 el disco "Te Traigo Flores" con el que consigue buenos resultados, y continuando su carrera con la publicación de su segundo álbum de estudio "Todo Vuelve a Empezar" en el 2009, con el cual consiguió varios premios en Estados Unidos como mejor canción latina con su sencillo "Junto a Ti", y varias nominaciones a los Premios de la Música 2010. Tras dicho álbum siguió preparando carrera musical, tomándose un parón para formarse, hasta que en el 2015 retoma su carrera musical regresando al panorama nacional a través de su participación en La Voz 3 en Telecinco, formando parte del equipo de Antonio Orozco, y del cual resulta ganador, logrando así firmar contrato con Universal Music Spain, con el que lanzó su tercer álbum de estudio "El Viaje" en 2015, consiguiendo gran éxito.
- Alba Mercado, en 2010 participó como concursante en el concurso, Quiero Cantar de Antena 3.
- Alba Villanueva y Marta Villanueva, en 2010 participaron como concursantes en el concurso Quiero Cantar de Antena 3, y años más tarde, en el 2015 participaron en La Voz 3 en Telecinco, formando parte del equipo de Antonio Orozco.
- Juan Carlos Arauzo, en 2013 forma el dúo musical Lérica junto a Tony Mateo, y en 2015 comienza la grabación del primer disco, el cual nada más salir a la venta el 1 de abril de 2016 ocupó el puesto número 8 de discos más vendidos en España.

## Eurojunior 2006
La cuarta edición y última de Eurojunior llegó en el otoño de 2006, y a diferencia de las otras ediciones contó con una sola gala, y siguiendo el formato de Gente de Primera, al igual que en la edición de 2005, en el que un artista consagrado apadrina a una nueva promesa. El programa fue presentado por Carlos Lozano.

### Concursantes
| Concursantes                | Concursantes                      | Lugar de procedencia |
| --------------------------- | --------------------------------- | -------------------- |
| Dani Fernández              | Alcázar de San Juan (Ciudad Real) |                      |
| Gabrielle Gil Delgado López | Las Palmas de Gran Canaria        |                      |
| Manu Ménendez               | Oviedo                            |                      |
| Miriam Figueiras            | Orense                            |                      |
| Miriam Ortega               | Málaga                            |                      |

#### Galas
Los concursantes compitieron en forma de solistas, dúos, grupos, defendiendo dos canciones cada uno, para así elegir al candidato y canción que representara a España en el festival. La canción en negrita es la finalista:
| Nombre                      | Canciones           |
| Daniel Fernández Delgado    | "Te doy mi voz"     |
| Miriam Figueiras            | "Quiero pensar"     |
| Manu Menéndez               | "¿Qué puedo hacer?" |
| Miriam Ortega               | "Hay un lugar"      |
| Gabrielle Gil Delgado López | "Ciencia ficción"   |

Dani Fernández fue elegido representante de España en Festival de la Canción de Eurovisión Junior 2006 con la canción "Te doy mi Voz", logrando el cuarto puesto.

### Tras el programa
- Daniel Fernández Delgado, continuó su carrera formó el grupo Auryn con el que se presentó a Destino Eurovisión 2011, aunque no logró ir al festival.

## Concursantes que no pasaron al programa
| Concursantes              | Concursantes               | Lugar de procedencia |
| ------------------------- | -------------------------- | -------------------- |
| Abel                      | Cádiz                      |                      |
| Abián                     | Las Palmas de Gran Canaria |                      |
| Álex B.                   | Barcelona                  |                      |
| Álex G.                   | Gerona                     |                      |
| Ámbar                     | Las Palmas de Gran Canaria |                      |
| Anahí                     | Alicante                   |                      |
| Anaís                     | Lérida                     |                      |
| Asunción (Asun)           | Sevilla                    |                      |
| Bella                     | Cádiz                      |                      |
| Cristina                  | Alicante                   |                      |
| Darío                     | Guadalajara                |                      |
| Eliezer                   | Las Palmas de Gran Canaria |                      |
| José González Pazo        | La Coruña                  |                      |
| Julia                     | Valencia                   |                      |
| Lara                      | Madrid                     |                      |
| Laura                     | Valencia                   |                      |
| Margarita                 | Sevilla                    |                      |
| Marina Prades             | Barcelona                  |                      |
| Miriam                    | Cádiz                      |                      |
| Nerea                     | Madrid                     |                      |
| Paula Dalli               | Alfaz del Pi (Alicante)    |                      |
| Pedro                     | Murcia                     |                      |
| Rafa Rodríguez Monzera    | Granada                    |                      |
| Raquel                    | Valencia                   |                      |
| Rocío Ruano               | Las Palmas de Gran Canaria |                      |
| Ruth                      | Alicante                   |                      |
| Tenisara                  | Santa Cruz de Tenerife     |                      |
| Victoria Sunsiray (Vicky) | Barcelona                  |                      |

### Tras el programa
- Marina Prades forma el dúo 22 Dúo junto con Oriol Pradós y sé presentan cómo concursantes en la séptima edición de La Voz.
- Paula Dalli participó como concursante en la primera edición de My Camp Rock. En 2012, forma parte de la serie de Disney Channel La gira, junto con Lucía Gil y Dani Sánchez.
- Victoria Sunsiray (Vicky) participó como concursante en la primera edición de Tu cara no me suena todavía.[1]

## Discografía
Álbumes de estudio
| Fecha de lanzamiento | Álbum                  | Discográfica | Posición en lista | Certificación |
| Fecha de lanzamiento | Álbum                  | Discográfica | España            | Certificación |
| -------------------- | ---------------------- | ------------ | ----------------- | ------------- |
| 2003                 | Eurojunior Festival    | Vale Music   | 1                 | 5×            |
| 2004                 | Eurojunior 2004        | Vale Music   | 2                 | [ 3 ]         |
| 2005                 | Eurovisión Junior 2005 | Vale Music   | 25                |               |
| 2006                 | Eurovisión Junior 2006 | Vale Music   |                   |               |

## Premios TP
- Premios TP de Oro 2003 Mejor concurso reality Ganador.